# Severní Kalota

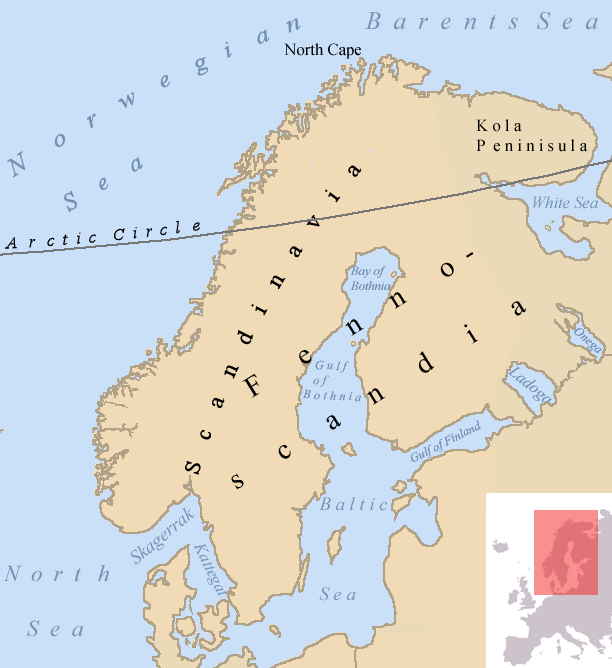
Mapa Fennoskandinávie: Severní Kalota je část, která je severně od severního polárního kruhu

Severní Kalota (Nordkalotten ve švédštině, norštině a dánštině nebo Pohjoiskalotti ve finštině, pochází z fr. calotte – čepice) je nejsevernější oblast na Skandinávském poloostrově a poloostrově Kola, oblast kolem severního polárního kruhu a oblast severně od něj. Termín je široce používán v norském a švédském jazyce, ale používá se také v německy mluvících zemích, v historickém kontextu hlediska životních podmínek místních domorodých obyvatel Sámů a v turistické literatuře.
Dá se také říci, že Severní Kalota je nejsevernější část Fennoskandinávie nebo Laponska.
Severní Kalota tradičně zahrnuje následující oblasti:
- V Norsku: kraje Nordland, Troms a Finnmark
- Ve Švédsku: (švédské län) kraj Norrbotten
- Ve Finsku: province (finské lääni) Laponsko
- V Rusku: Murmanská oblast